# 中正路 (蘆洲區)
中正路（英語：Zhongzheng Road）是新北市蘆洲區的一條道路，分別通往中山一路與環堤大道。本道路是北63線一部分, 為蘆洲區舊市區主要道路，沿途有多家銀行、商店等設施，平時呈現車多擁擠，全長2.1公里。

## 行經路線
全線皆位於新北市蘆洲區內，自蘆洲區中山二路起由東南朝西北方向通往環堤大道。

## 節點道路
- 北63線中山二路
- 得勝街
- 正和街
- 北64線光華路
- 北64線忠孝路
- 保和街
- 民族路
- 光榮路
- 市道103號三民路
- 仁愛街
- 環堤大道

## 沿路設施

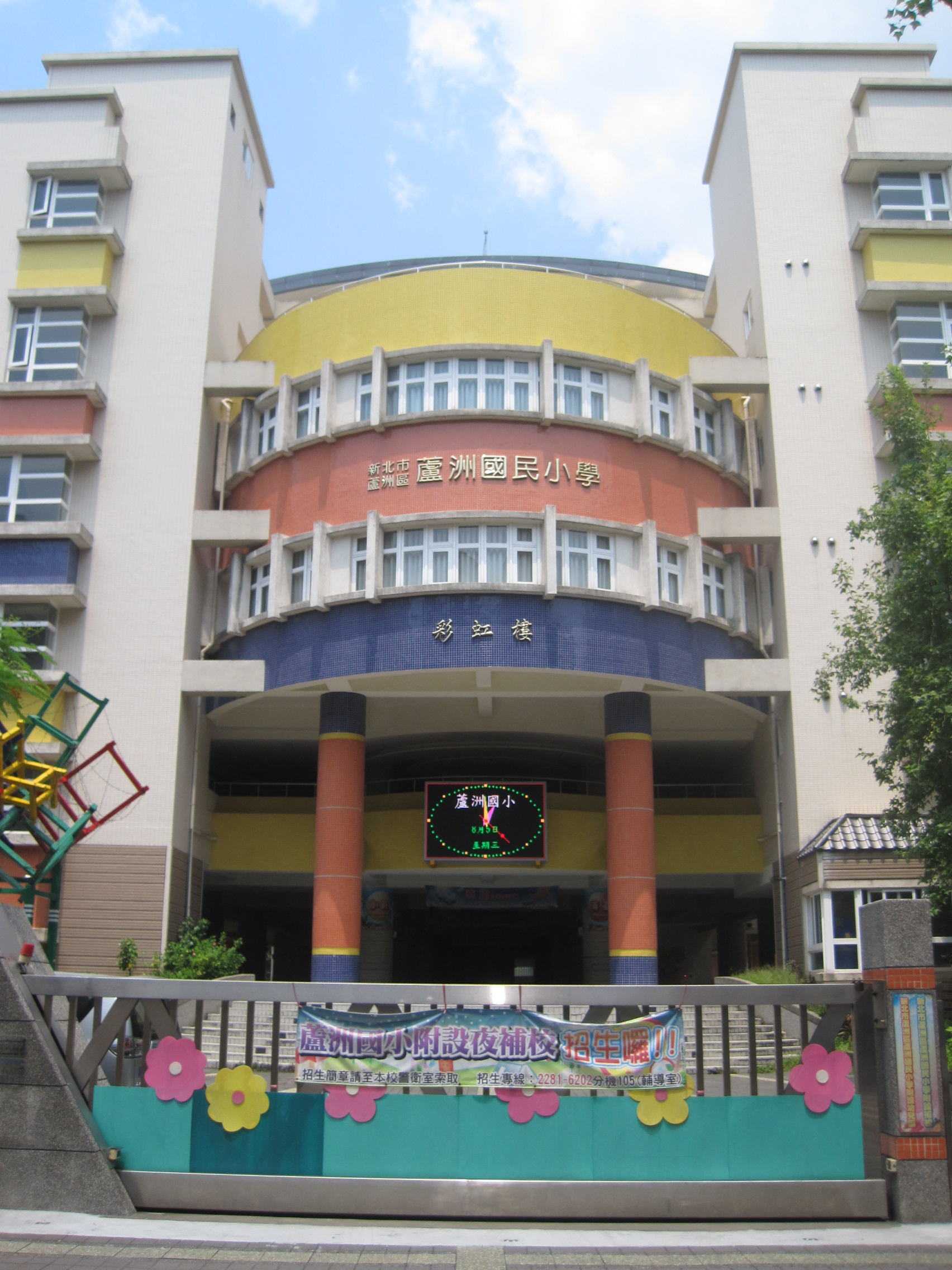
蘆洲國小校門口

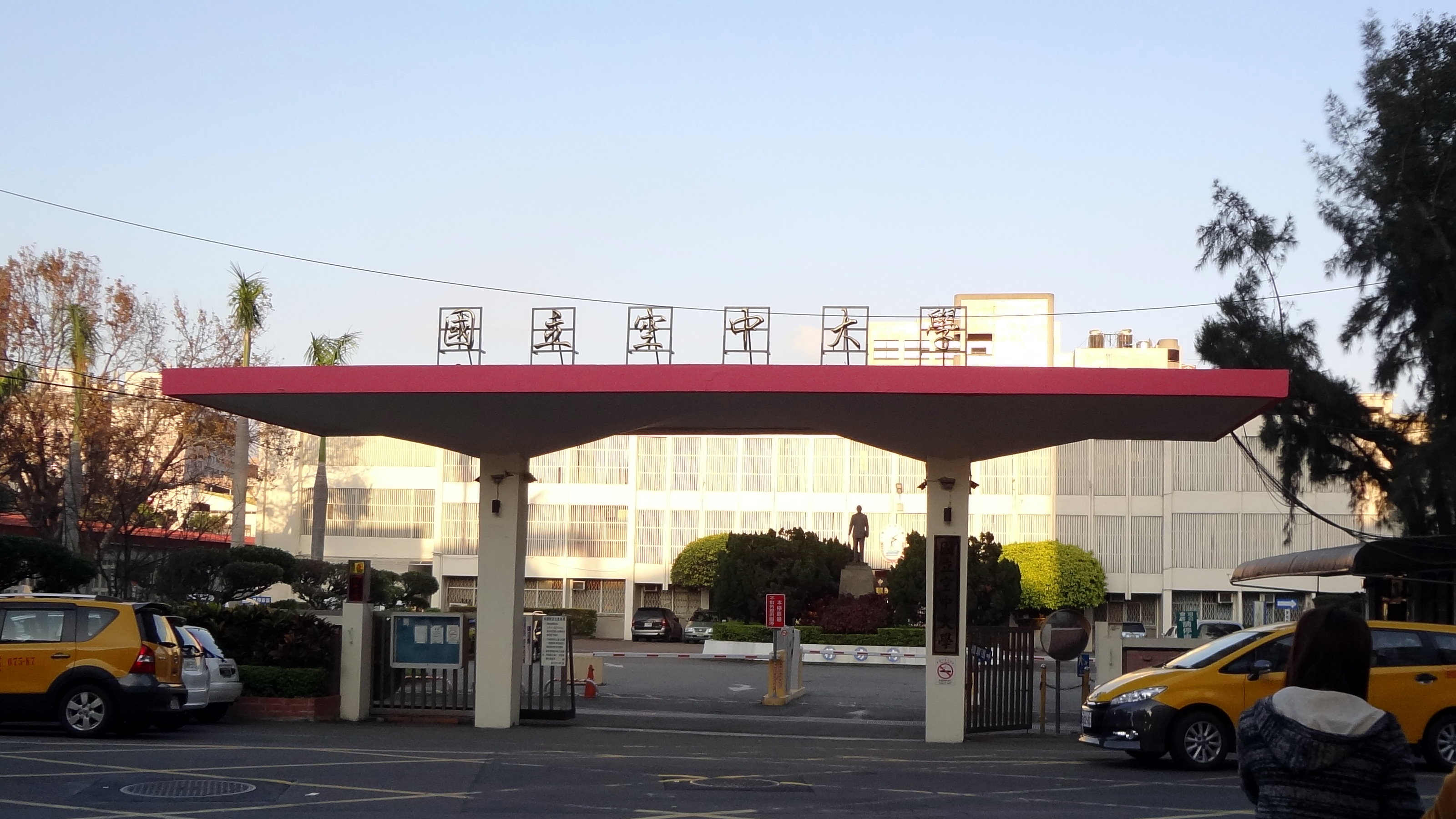
國立空中大學校門口

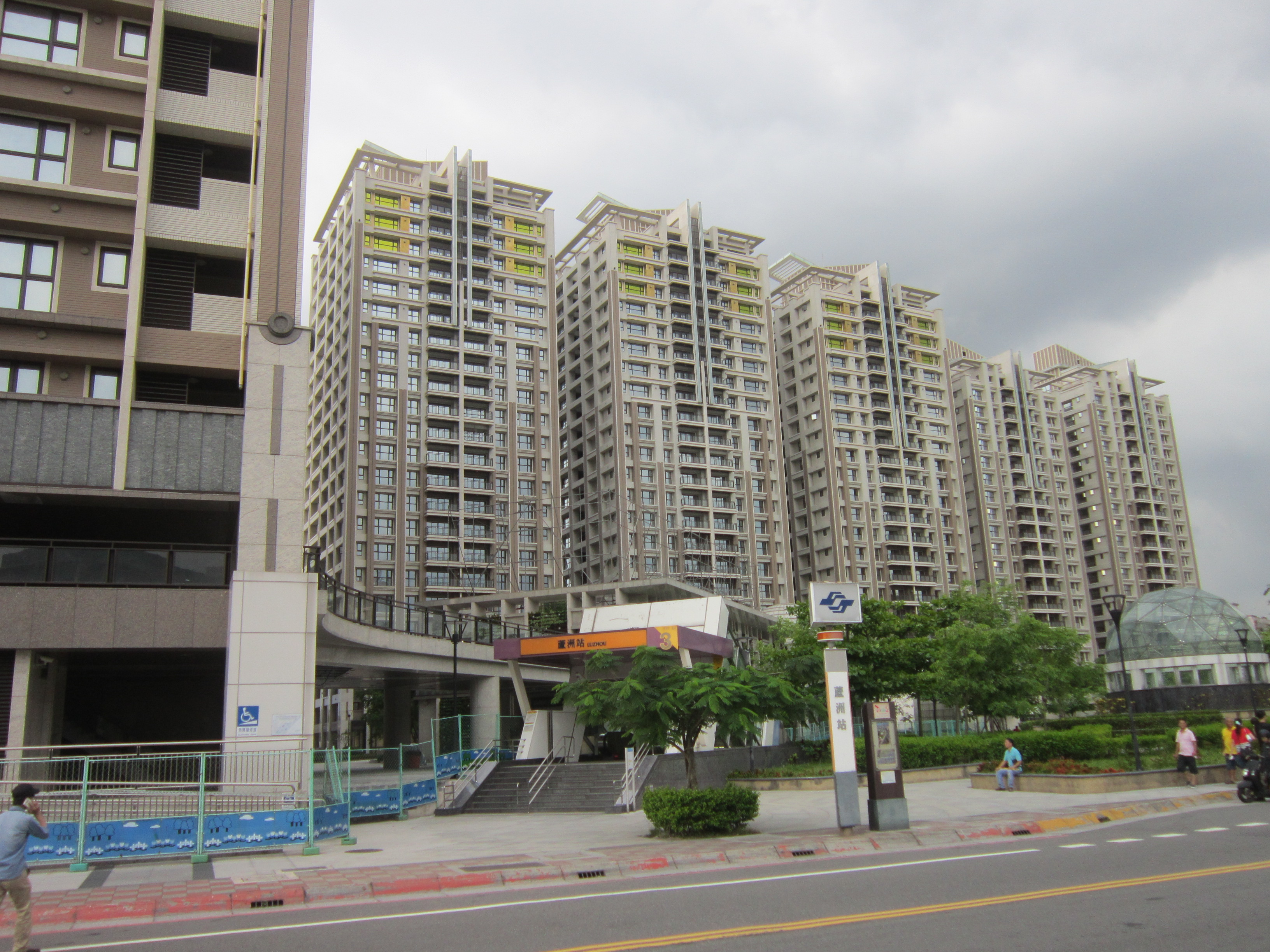
捷運蘆洲站3號出口

- 台灣電力公司蘆洲服務所(56號)
- 台北富邦銀行蘆洲分行(69號)
- 蘆洲聖若瑟天主堂(70號)
- 彰化商業銀行蘆洲分行(77號)
- 國泰世華商業銀行蘆洲分行(79號)
- 聯邦商業銀行蘆洲分行(80號)

- 新北市蘆洲區蘆洲國民小學(100號)

- 國立空中大學(172號)
- 新北市立蘆洲國民中學(265號)
- 三重客運調度站蘆洲一站(333號)

- 台北捷運 中和新蘆線蘆洲站3號出口

## 公車站牌
該路公車站牌由東南向西北方向設置如下：
- 蘆洲監理站(中正路)
- 蘆洲國小
- 中原公寓
- 空中大學(蘆洲國中)
- 王爺廟口
- 蘆洲總站
- 中正光榮路口(僅單邊設站)

## 新北市公共自行車租賃系統站點
該路新北市公共自行車租賃系統僅設1站點：
- 捷運蘆洲站 (三民路/中正路口)